# Lithobius aspersus
Lithobius aspersus är en mångfotingart som beskrevs av Carl Graf Attems 1899. Lithobius aspersus ingår i släktet Lithobius och familjen stenkrypare.
Artens utbredningsområde är Kroatien. Inga underarter finns listade i Catalogue of Life.